# 楽浪佟氏
楽浪佟氏（らくろうとうし、ナンナンドンし、朝鮮語: 낙랑동씨）は、前漢の武帝が紀元前108年に朝鮮半島に設置した植民地である漢四郡で勢力を張った漢人豪族。

## 概要
三上次男は、楽浪郡・帯方郡の古墳から出土する印章、漆器、塼、封泥などの銘文に記された姓をもとに、楽浪郡・帯方郡における漢人豪族の状況・変化を考察している。
1. 楽浪王氏と楽浪韓氏は、楽浪郡存立時期および楽浪郡滅亡後も続いた豪族であり、楽浪郡滅亡後も楽浪郡・帯方郡の故地に住み続け、その勢力は続いている。
2. 楽浪王氏と楽浪韓氏以外の漢人豪族は、楽浪郡前期から帯方郡分置までの時期の銘文にみられる楽浪程氏・楽浪張氏・楽浪田氏・楽浪高氏、楽浪郡後期・帯方郡分置から楽浪郡・帯方郡滅亡までの時期の銘文にみられる楽浪呉氏・楽浪貫氏・楽浪杜氏、楽浪郡滅亡後の後楽浪期・帯方郡滅亡以後の銘文にみられる楽浪孫氏・楽浪佟氏があるが、楽浪王氏・楽浪韓氏に比べると銘文の出現頻度が低い。
3. 楽浪郡前期の銘文にみられる楽浪王氏・楽浪韓氏・楽浪程氏・楽浪張氏・楽浪田氏・楽浪高氏の銘文資料はいずれも大同江南側地域の木槨墓から出土しており、楽浪郡朝鮮県、あるいはそれに近い県を本貫にしている。
4. 楽浪郡後期になると楽浪王氏・楽浪韓氏の姓の銘文が、黄海南道信川郡や黄海北道鳳山郡で出土しており、楽浪王氏・楽浪韓氏は楽浪郡から帯方郡に本貫を移した。
5. 楽浪郡滅亡後の後楽浪期になると、平壌地域に楽浪王氏・楽浪韓氏の銘文はみられなくなり、変わって新興姓である楽浪佟氏が出現する。一方、黄海道地域では楽浪郡前期同様、楽浪王氏・楽浪韓氏が優勢である。

## 考証
楽浪郡における塼室墓の出現については、公孫氏との関係で解釈される場合が多い。公孫度が遼東を支配下に置くと、中国本土から難を逃れるため、多くの一般民衆や人士が山東半島から海路で遼東に流入したとされ、その一部が公孫氏支配下の楽浪郡・帯方郡に流入したとみられており、新墓制の採用の契機となった可能性がある。
公孫度は中平六年（189年）に遼東太守になると、初平元年（190年）に遼東侯・平州牧を自称し、遼東を支配下に置き、建安九年（204年）に公孫康は楽浪郡の屯有県以南の地域を分けて帯方郡を設置しており、2世紀後葉に楽浪郡は公孫氏の支配下に入ったとみられ、景初二年（238年）に明帝が公孫淵を滅ぼすまでの間、楽浪郡・帯方郡は公孫氏が統治した。胴張の墓室に穹窿式塼天井をもつ楽浪郡の典型的な塼室墓の出現は2世紀後葉であり、胴張の墓室に穹窿式塼天井をもつ楽浪郡の典型的な塼室墓は遼東に系譜があるため、公孫氏の勢力範囲と重なる。胴張の墓室に穹窿式塼天井をもつ楽浪郡の典型的な塼室墓の遼東での成立を契機として、楽浪郡では塼室墓が急増しており、楽浪郡における塼室墓の普及と公孫氏との間には密接な関係がある。
石材天井塼室墓は楽浪郡の在地の墓制に系譜を引くものではなく、外来的な墓制であるため、遼東などから楽浪郡へ新移住した新興豪族の墓制である可能性が高い。中国前漢代の中原で出現し、その後、中国全域に普及した塼室墓である石材天井塼室墓の平壌駅前永和九年塼出土古墳から「永和九年三月十日遼東韓玄菟太守領佟利造」の新興姓である楽浪佟氏の銘塼が出土しており、被葬者は楽浪郡末期から楽浪郡滅亡後に新しく出現した新興豪族と推定される。「遼東韓玄菟太守」という称号は永和九年（353年）という楽浪郡滅亡後であり、また「韓太守」という実際は存在しない称号を使用しているため、虚号とみられる。「遼東韓玄菟太守」の最初の「遼東」を称号ではなく出身地とみる見解があり、その解釈に従うと、被葬者の佟利は楽浪郡・帯方郡末期から楽浪郡・帯方郡滅亡後にかけて遼東から楽浪郡に新移住してきた新興豪族となり、平壌駅前永和九年塼出土古墳は楽浪古墳の分布の中心地である大同江南岸ではなく、北岸の平壌駅前という離れた場所に位置していることからも、新移住した新興豪族である可能性は高い。